# Чемпионат мира по биатлону 1981
18-й чемпионат мира по биатлону прошёл в Финляндии, в Лахти в 1981 году.

## Мужчины

### Спринт 10 км
| Место | Страна    | Спортсмен    | Время | Стр. |
| ----- | --------- | ------------ | ----- | ---- |
| 1     | ГДР       | Франк Ульрих | …     | …    |
| 2     | Финляндия | Эркки Антила | …     | …    |
| 3     | Франция   | Ивон Муге    | …     | …    |

### Индивидуальная гонка на 20 км
| Место | Страна    | Спортсмен    | Время | Стр. |
| ----- | --------- | ------------ | ----- | ---- |
| 1     | Финляндия | Хейкки Икола | …     | …    |
| 2     | ГДР       | Франк Ульрих | …     | …    |
| 3     | Финляндия | Эркки Антила | …     | …    |

### Эстафета 4 Х 7,5 км
| Место | Страна | Спортсмен                                                            | Время | Стр. |
| ----- | ------ | -------------------------------------------------------------------- | ----- | ---- |
| 1     | ГДР    | Матияс Юнг Матияс Якоб Франк Ульрих Эберхард Рёш                     | …     | …    |
| 2     | ФРГ    | Петер Ангерер Андреас Швайгер Фриц Фишер Франц Бернрайтер            | …     | …    |
| 3     | СССР   | Владимир Аликин Анатолий Алябьев Владимир Барнашов Владимир Гавриков | …     | …    |

## Зачет медалей
| Место | Страна    | Золото | Серебро | Бронза | Итого |
| ----- | --------- | ------ | ------- | ------ | ----- |
| 1     | ГДР       | 2      | 1       | 0      | 3     |
| 2     | Финляндия | 1      | 1       | 1      | 3     |
| 3     | ФРГ       | 0      | 1       | 0      | 1     |
| 4     | Франция   | 0      | 0       | 1      | 1     |
|       | СССР      | 0      | 0       | 1      | 1     |